# Adam-Mickiewicz-Theater (Cieszyn)

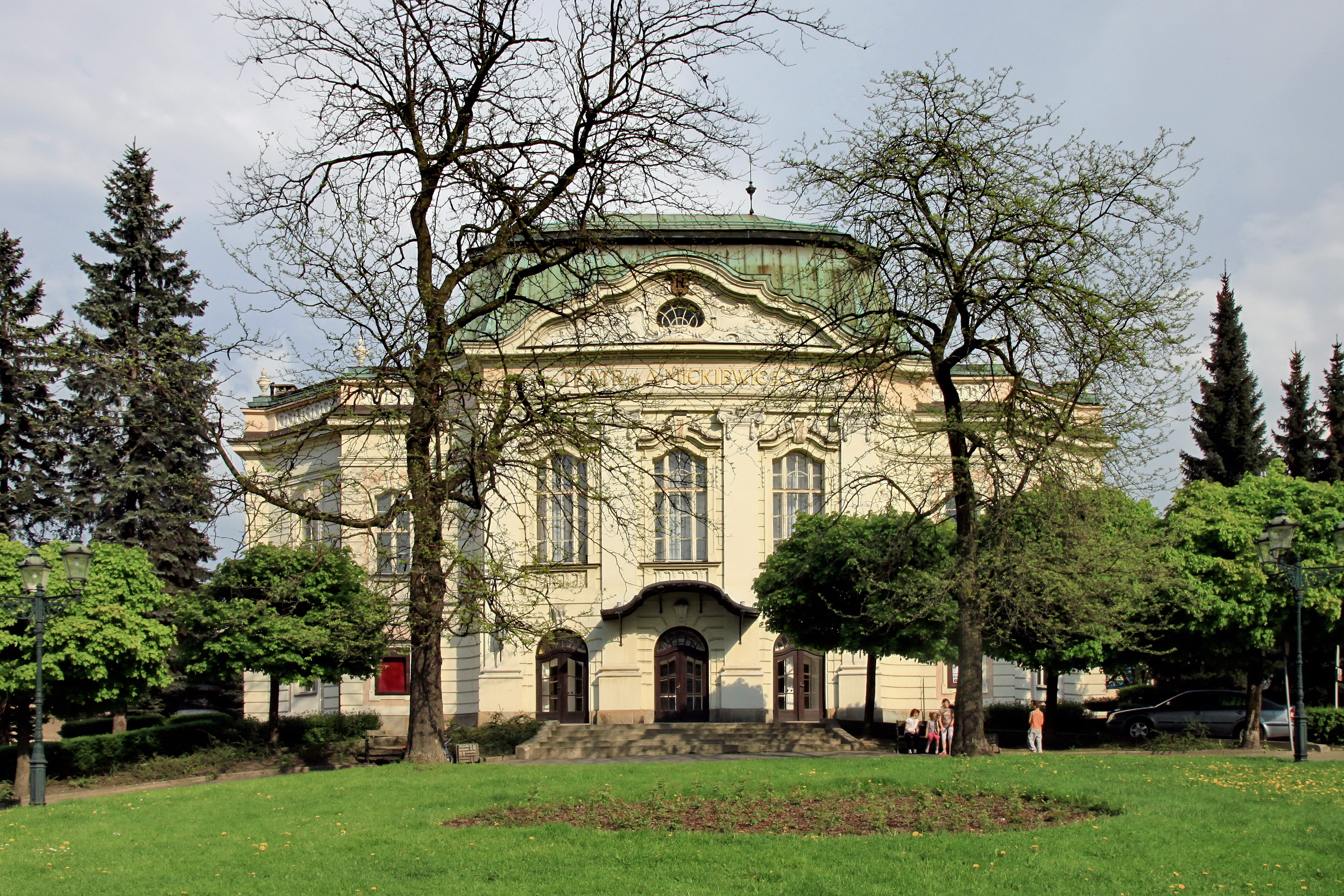
Frontansicht

Das Adam Mickiewicz-Theater (polnisch Teatr im. Adama Mickiewicza) wurde von 1902 bis 1909 mit 770 Sitzplätzen im Stil des Wiener Neobarocks in Teschen als Deutsches Theater in Teschen errichtet und 1910 mit einem Stück Grillparzers eröffnet.

## Theatergeschichte
Vermutlich gab es Theater bei den 1670 in Teschen niedergelassenen Jesuiten. Bürgerliches Theater ist seit dem 18. Jahrhundert belegt u. a. durch Vermerke in Ratsprotokollen und durch eine Reihe von Theaterzetteln. Für 1726 ist erstmals von einer Wandertruppe die Rede, die in Teschen „hochdeutsche Komödien“ aufführte.
Eine erste feste Spielstätte erhielt Teschen 1788, als Theateraufführungen im städtischen Redoutensaal (heute: Cieszyński teatr redutowy), einem Anbau des Rathauses gestattet wurden. In diesem Theatersaal wurde 1793 Schillers Kabale und Liebe gegeben. Der Theatersaal wurde 1816 renoviert. Beim Stadtbrand 1836 wurde der Redoutensaal zerstört. Erst Anfang der 1840er Jahre wurde Wiederherstellung eines Theaters geplant. Schließlich wurde 1844–47 ein Theaterbau an der vorherigen Stelle errichtet.
Gegen Ende des 19. Jahrhunderts hatte die Stadt Teschen eine knapp mehrheitlich deutschsprachige Bevölkerung. Aufgrund der national umkämpften Lage zwischen deutschsprachiger, polnischer und tschechischer Einwohnerschaft war erstere bestrebt, die deutschsprachige Kulturpräsenz in der Stadt sichtbarer zu machen. Im Frühjahr 1902 gründete sich ein Theaterbauverein, in dem sich u. a. der damalige zweite Bürgermeister und spätere Bürgermeister Rudolf Bukowski engagierte. Als Bauplatz für ein neues Stadttheater wurde das Gelände der nicht mehr existierenden Kaserne mit Längserstreckung Richtung Tiefe Gasse vorgesehen. Der Entwurf des Theaters stammt vom Wiener Architekten Fellner und Helmer. Die Bauarbeiten wurden 1909 abgeschlossen. Das Theater wurde am 24. September 1910 mit der Aufführung des Stücks Wellen des Meeres und der Liebe von Franz Grillparzer nach Inszenierung von Oskar Gärtner eröffnet.
Nachdem am Ende des Ersten Weltkrieges dieser Teil der Stadt Teschen an Polen gefallen war, wurde das Theater nach dem polnischen Nationaldichter Adam Mickiewicz umbenannt und der polnische Theaterverein übernahm dessen Intendanz. Am 14. Dezember 1920 wurde das erste polnische Theaterstück, Aleksander Fredros Komödie Zemsta (Die Rache), vom Ensemble des Juliusz-Słowacki-Theater aus Krakau aufgeführt. Am 6. Januar 1923 wurde die Oper Halka von Stanisław Moniuszko vom Ensemble des Polnischen Theaters aus Kattowitz aufgeführt.
Nach Ausbruch des Zweiten Weltkriegs wurde das Theater 1940–1941 renoviert, jedoch später geschlossen und die Schauspieler zum Militärdienst eingezogen beziehungsweise dienstverpflichtet. In der kommunistischen Zeit wurde das Theater als Institution neugegründet und erneut mit einem Stück von Aleksander Fredro wiedereröffnet.

## Bauwerk
Das Teschener Theater ist der letzte Theaterbau von Fellner und Helmer. Abweichend von den seit 1900 dominierenden Jugendstilformen ist das Teschener Theater in barockisierender Architektur gestaltet, wobei Ähnlichkeiten zum Stadttheater von Kecskemét bestehen. In seiner äußeren Gestaltung ist der Bau dreiteilig. Der Eingangsbereich durch einen dreiachsigen pavillonartigen Vorbau mit Mansardhaube gebildet, der mit geschwungener Fassade und konkaven Ecken aus der Front heraustritt. Im Erdgeschoss führen Rundbogenportale ins Eingangsvestibül, im Obergeschoss beleuchten drei große Galeriefenster mit Kartuschenrahmen das Foyer. Über dem abschließenden Gesimsband befand sich die Aufschrift „Stadttheater“. Dem Eingangspavillon mit abgeschrägten Treppenhausflügeln folgt der Saalbau als niedrigerer Schmaler Bauteil und der Bühnenturm mit Mansardhaube.
Der Zuschauerraum ist eine Zweiranganlage mit geteiltem Parterre. Die Grundform mit geteiltem Parkett, Rang mit Seitenlogen und Mittelbalkon, zweitem Balkonrang mit ausgeschnittenen amphitheatralischer Galerie ähnelt den späten Jugendstiltheatern, etwa dem Stadttheater Gablonz oder dem Stadttheater Gießen. Die innenarchitektonische Dekoration war jedoch barock mit dem traditionellen Farbakkord rot – weiß – gold für Stoffe, Wände und Stuck. Die Proszeniumszone ist einteilig mit je drei Logen übereinander und mit Gurtbogen vom Saal abgesetzt.